# Torre de Peñafiel
Torre de Peñafiel is een gemeente in de Spaanse provincie Valladolid in de regio Castilië en León met een oppervlakte van 29,94 km². Torre de Peñafiel telt 41 inwoners (1 januari 2016).

## Demografische ontwikkeling
Bron: INE, 1857-2011: volkstellingen
Opm.: In 1857 werd de gemeente Molpeceres aangehecht